# 19. januar
19. januar je 19. dan leta v gregorijanskem koledarju. Ostaja še 346 dni (347 v prestopnih letih).

## Dogodki
- 1531 – Ferdinand I. Habsburški zaradi turških vpadov povzdigne tabor Sv. Križ v Vipavski dolini v mesto.
- 1806 – Združeno kraljestvo zasede Rt dobrega upanja
- 1917 – britanski obveščevalci prestrežejo nemško noto s predlogom zavezništva z Mehiko
- 1940 – francoski parlament odstavi komunistične poslance
- 1941 – začetek britanske ofenzive v Etiopiji in Eritreji
- 1942 – Rdeča armada zavzame Možajsk
- 1966 – Indira Gandhi postane indijska predsednica vlade
- 1981 – ZDA in Iran podpišeta sporazum o izpustitvi 51 talcev
- 2001 – mehiški narkokriminalec Joaquin »El Chapo« Guzman pobegne iz zapora Puente Grande [1]
- 2006:
  - na poti iz Kosova, na severu Madžarske v letalski nesreči slovaškega vojaškega letala strmoglavi Antonov An-24; v nesreči umre 42 vojakov, preživi le pilot [mrtva povezava] [mrtva povezava]
  - vpis Cerkniškega jezera med mokrišča mednarodnega pomena (Ramsarsko mokrišče)
- 2007 – nad večjim delom Evrope divja orkan Kyrill

## Rojstva
- 840 –  Mihael III., bizantinski cesar († 867)
- 1200 – Dogen Zendži, japonski utemeljitelj soto budizma († 1253)
- 1544 – Franc II., francoski kralj († 1560)
- 1736 – James Watt, škotski matematik, inženir, izumitelj († 1819)
- 1748 – Johann Elert Bode, nemški astronom († 1826)
- 1790 – Per Daniel Amadeus Atterbom, švedski pesnik, literarni zgodovinar († 1855)
- 1798 – Auguste Comte, francoski filozof († 1857)
- 1807 – Robert Edward Lee, ameriški konfederacijski general († 1870)
- 1809 – Edgar Allan Poe, ameriški pesnik († 1849)
- 1813 – Henry Bessemer, angleški inženir, izumitelj († 1898)
- 1816 – Marcus Jakob Monrad, norveški filozof († 1897)
- 1839 – Paul Cézanne, francoski slikar († 1906)
- 1851 – Jacobus Cornelius Kapteyn, nizozemski astronom († 1922)
- 1876 – Dragotin Kette, slovenski pesnik († 1899)
- 1886 – Vladimir Levstik, slovenski pisatelj, prevajalec († 1957)
- 1920 – Javier Pérez de Cuéllar, perujski generalni sekretar Organizacije združenih narodov († 2020)
- 1923 – Markus Wolf, nemški general in politik († 2006)
- 1937 – Brigita Švedska, švedska princesa
- 1943 – Janis Lyn Joplin, ameriška pevka († 1970)
- 1946 – Dolly Parton, ameriška pevka
- 1949 – Robert Allen Palmer, angleški pevec († 2003)
- 1954 – Katey Sagal, ameriška filmska, televizijska igralka in pevka
- 1966 – Stefan Edberg, švedski tenisač
- 1980 – Jenson Button, britanski avtomobilski dirkač, svetovni prvak Formule 1 leta 2009

## Smrti
- 639 – Dagobert I., frankovski kralj (* 603)
- 1302 – Al-Hakim I., kairski kalif iz dinastije Abasidov
- 1576 – Hans Sachs, nemški pesnik (* 1494)
- 1629 – Abas I. Veliki, perzijski šah (* 1571)
- 1766 – Giovanni Nicolo Servandoni, italijanski arhitekt (* 1695)
- 1865 – Pierre-Joseph Proudhon, francoski ekonomist, filozof (* 1809)
- 1868 – Friderik Baraga, slovenski misijonar, raziskovalec (* 1797)
- 1874 – August Heinrich Hoffmann von Fallersleben, nemški pesnik, jezikoslovec, književni zgodovinar (* 1798)
- 1976 – Hidetsugu Yagi, japonski elektroinženir (* 1886)
- 1878 – Henri Victor Regnault, francoski kemik, fizik (* 1810)
- 1913 – Števan Salai, madžarski rimskokatoliški duhovnik in nadzornik šole v Slovenski krajini (* 1845)
- 1930 – Frank Plumpton Ramsey, britanski matematik (* 1903)
- 1938 – Branislav Nušić, srbski dramatik vlaškega porekla (* 1864)
- 1954 – Richard Thurnwald, nemški antropolog, sociolog (* 1869)
- 1971 – Harry Shields, ameriški jazzovski klarinetist (* 1899)
- 1990 – Osho, indijski mistik in guru (* 1931)
- 1993 – Eleanor Hibbert, angleška pisateljica (* 1906)

## Prazniki in obredi
- Etiopija – praznik treh kraljev (Timket)

## Goduje
- sveti Germanik
- sveti Arsenij
- sveti Friderik Baraga
- sveti Janez de Ribera